# 大阪都構想
大阪都構想，是日本大阪的行政區劃改造構想，參考二次大戰之前廢止東京府及所轄東京市而成立單一東京都的事例，欲將既有的大阪府下轄的大阪市、堺市兩個政令指定都市廢止，並將大阪府改制為「大阪都」。
若城市規劃在2018年秋季通過公民投票再次被要求獲得城市規劃的權利而被拒絕，那麼引入一個綜合區概念將大阪市24區重組為8區並加強區長的權力，同時減低大阪市的權限。
大阪維新會是力推這項計畫的政黨，但兩次公投都以失敗告終。

## 概說

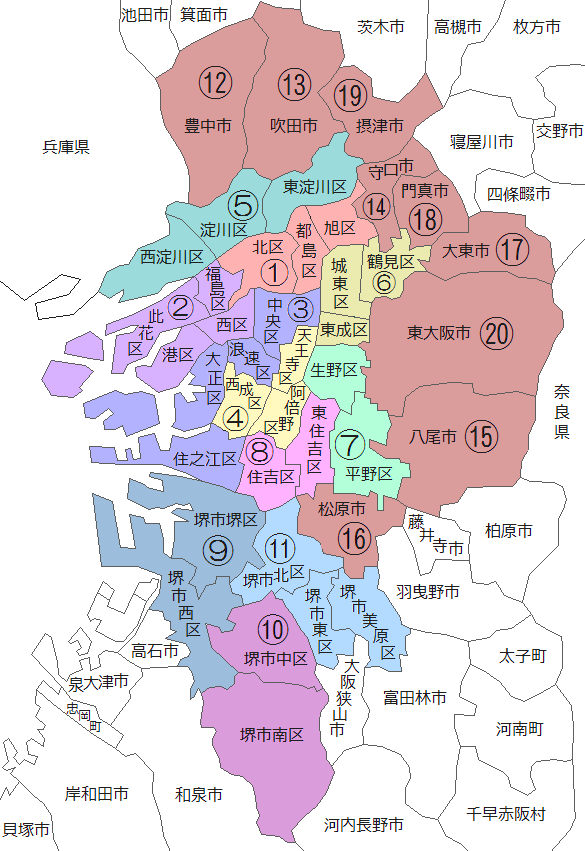
2010年3月時大阪維新會的規劃版本，分20區

2012年，大阪市市長橋下徹（前大阪府知事，2011年10月31日卸任）及其領導的大阪維新會以大阪都構想為政綱而廣為人知。在這個構想之下，政令指定都市的大阪市、堺市及鄰近的市將會廢除，並改設成特別區。成立特別區後，這些原有的行政及財政權力將移交及統合至大阪都。從過往爭論的“大阪府及大阪市雙重行政的簡化”這一點來看，也有人稱之為“大阪府市合併”或「府市統合」。
大阪市及堺市的大阪府議會議員數目減省後，88議席中佔34席，佔府議會的38%。東京都的東京都區部在東京都議會127議席中佔89議席，或70%。若大阪都成立後會再進一步的削減到27席次，約31%。

## 大阪府及其轄下市町村的傾向
大阪市長橋下徹在任職大阪府知事時雖未曾以知事的身份談及大阪都構想，但以他為首的地域政黨大阪維新會代表的身份，就發表達了許多的看法。

## 過程

### 初期
早在戰後，日本就曾出現此想法，但沒能實現。

### 2011

#### 大阪市再編案
| 5区案                                            |          |                                                  |          |  |  |  |
| 都島区、北区、淀川区、東淀川区                   | 0481,511 | 都島区、淀川区、東淀川区、旭区                   | 0425,450 |  |  |  |
| 此花区、福島区、港区、大正区、西淀川区、住之江区 | 0432,242 | 此花区、福島区、西区、港区、大正区、西淀川区     | 0458,961 |  |  |  |
| 城東区、東成区、生野区、旭区、鶴見区             | 0477,388 | 城東区、東成区、生野区、鶴見区                   | 0413,314 |  |  |  |
| 平野区、阿倍野区、住吉区、東住吉区               | 0443,333 | 平野区、住之江区、住吉区、東住吉区               | 0442,197 |  |  |  |
| 西成区、中央区、西区、天王寺区、浪速区           | 0444,933 | 西成区、北区、中央区、天王寺区、浪速区、阿倍野区 | 0539,485 |  |  |  |
|                                                  |          |                                                  |          |  |  |  |
| 7区案                                            |          |                                                  |          |  |  |  |
| 都島区、北区、福島区                             | 0299,493 | 都島区、北区、中央区                             | 0337,845 |  |  |  |
| 此花区、西区、港区、大正区、西淀川区             | 0372,050 | 此花区、福島区、西区、港区、西淀川区             | 0417,282 |  |  |  |
| 天王寺区、中央区、浪速区                         | 0272,851 | 天王寺区、浪速区、東成区、生野区                 | 0311,810 |  |  |  |
| 淀川区、東淀川区                                 | 0268,929 | 淀川区、東淀川区                                 | 0268,929 |  |  |  |
| 城東区、東成区、旭区、鶴見区                     | 0383,838 | 城東区、旭区、鶴見区                             | 0313,166 |  |  |  |
| 平野区、生野区、東住吉区                         | 0336,493 | 平野区、阿倍野区、東住吉区                       | 0330,749 |  |  |  |
| 西成区、住之江区、阿倍野区、住吉区               | 0345,753 | 西成区、大正区、住之江区、住吉区                 | 0299,626 |  |  |  |
| 人口數以2035年人口推算。                         |          |                                                  |          |  |  |  |

#### 第一次公民投票

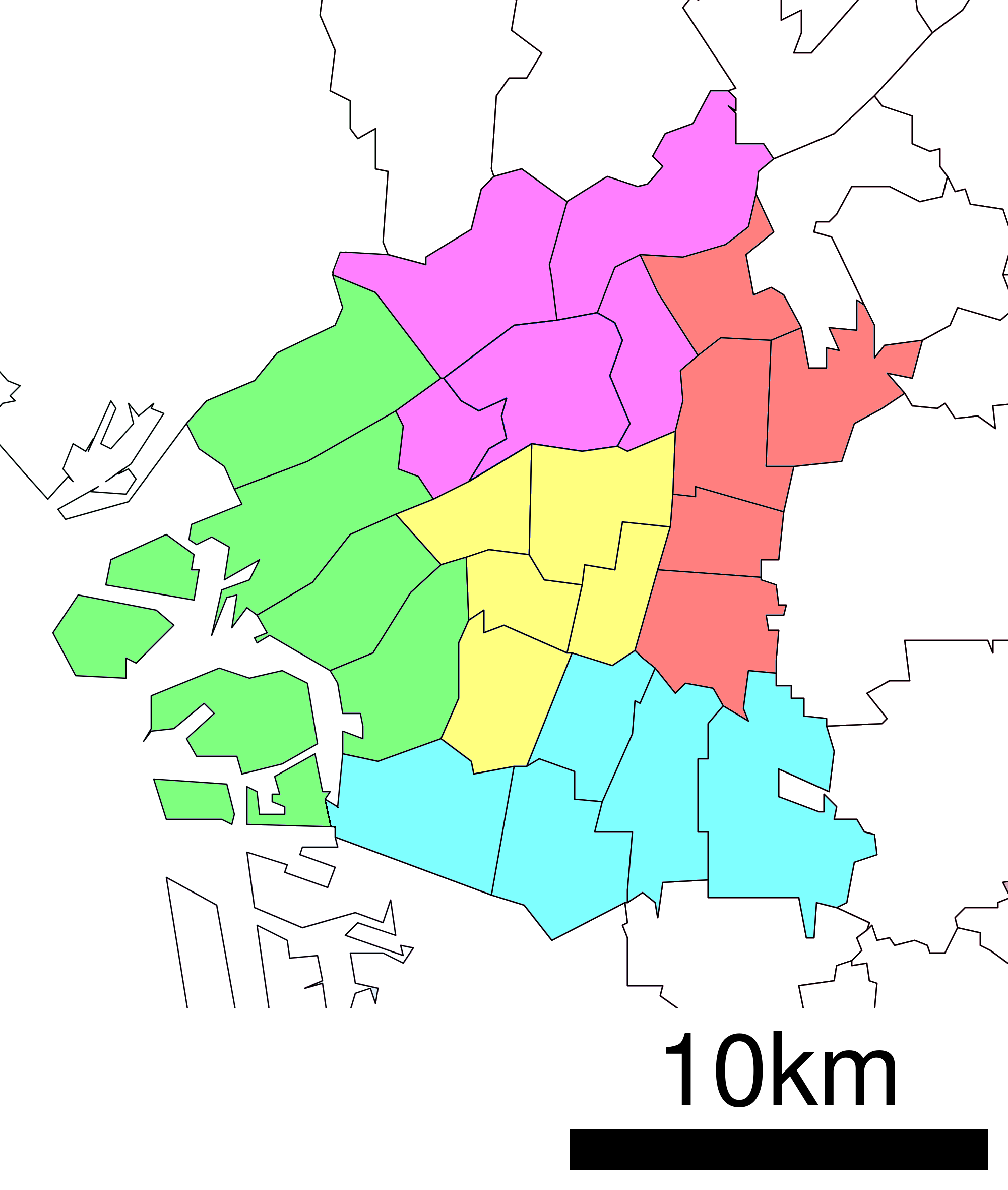
於2014年7月決定公投時的最終版本，只有大阪市，並分為5區

由於大阪府內大阪市以外的市反對，設立特別區的範圍縮小至大阪市。並在2014年7月時確定範圍。2015年5月17日，大阪市舉行「大阪市特別区設置住民投票」，在有投票權的210萬4076人之中，投票率66.83%，反對票70萬5585票、贊成票69萬4844票，公投未通過。桥下彻於當晚宣佈市長任期在12月屆滿後，不再競選並退出政壇。

#### 協議會中止
因為被否決，大阪府、大阪市特別区設置協議会也被終止提案。

### 再起
然而，對於大阪維新會而言，以「大阪都構想讓大阪再偉大一次」是他們創黨目標，所以就算2015年大阪市民多數決反對要將大阪市降級，大阪維新會還是不願放棄他們的「大阪都構想」。
最明顯的例子就是，大阪維新會雖在2015年的「大阪都構想」地方公投吃了一記敗仗，但大阪維新會在2019年的大阪雙首長選舉大獲全勝，讓他們相信「大阪都構想」仍有機會。
於是乎，大阪維新會就仗勢著自己現在在大阪府議會和大阪市議會佔多數，只要拉攏公明黨就能在兩個議會都過半（編註：大阪維新會在大阪府議會有單獨過半），因此大阪維新會又再度推了2020年版的「大阪都構想」公投。
由自民黨等反對黨提出的大阪戰略協調委員會（縮寫為大阪會議）是作為這一想法的替代方案而建立的，會議舉行了三次，但在大阪會議上，每個黨派都為自己政策辯護，而使這項計畫最終破局。

### 2018年

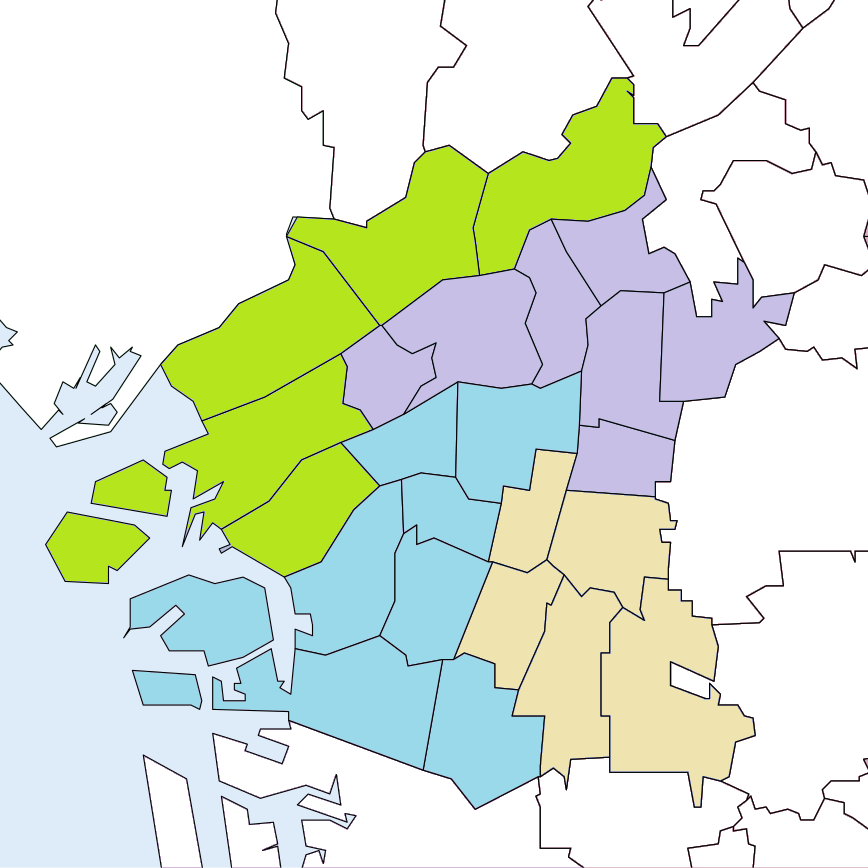
4區B案劃分

2月15日，大阪維新會總結了市議會和市議會的意見，並決定支持大阪府和市內創建的“4區B計劃”的政策。
|           | 擬定特別区 | 行政区                                                 |
| --------- | ---------- | ------------------------------------------------------ |
| 4 区 A 案 | 第一区     | 東淀川区、旭区、都島区、北区、鶴見区、城東区、東成区   |
| 4 区 A 案 | 第二区     | 淀川区、西淀川区、福島区、此花区、港区                 |
| 4 区 A 案 | 第三区     | 中央区、西区、浪速区、西成区、大正区、住吉区、住之江区 |
| 4 区 A 案 | 第四区     | 天王寺区、生野区、阿倍野区、東住吉区、平野区           |
| 4 区 B 案 | 淀川区     | 東淀川区、淀川区、西淀川区、此花区、港区               |
| 4 区 B 案 | 北区       | 旭区、都島区、北区、福島区、鶴見区、城東区、東成区     |
| 4 区 B 案 | 中央区     | 中央区、西区、浪速区、西成区、大正区、住吉区、住之江区 |
| 4 区 B 案 | 天王寺区   | 天王寺区、生野区、阿倍野区、東住吉区、平野区           |
| 6 区 C 案 | 第一区     | 東淀川区、旭区、都島区、北区                           |
| 6 区 C 案 | 第二区     | 淀川区、西淀川区、福島区                               |
| 6 区 C 案 | 第三区     | 鶴見区、城東区、東成区                                 |
| 6 区 C 案 | 第四区     | 西区、此花区、港区、大正区                             |
| 6 区 C 案 | 第五区     | 中央区、浪速区、西成区、大正区、住吉区、住之江区       |
| 6 区 C 案 | 第六区     | 天王寺区、生野区、阿倍野区、東住吉区、平野区           |
| 6 区 D 案 | 第一区     | 東淀川区、淀川区、西淀川区                             |
| 6 区 D 案 | 第二区     | 旭区、都島区、北区、福島区                             |
| 6 区 D 案 | 第三区     | 鶴見区、城東区、東成区                                 |
| 6 区 D 案 | 第四区     | 西区、此花区、港区、大正区                             |
| 6 区 D 案 | 第五区     | 中央区、浪速区、西成区、大正区、住吉区、住之江区       |
| 6 区 D 案 | 第六区     | 天王寺区、生野区、阿倍野区、東住吉区、平野区           |

在大阪市拆分選區，四個特別區“東-西區”、“南區”、“北區”的名稱為“中央區”已被確定。

#### 第二次公民投票
2020年8月28日大阪府議會通過、9月3日大阪市議會多數決通過，決議於2020年11月1日訴諸公投「再次問大阪市民一次」，徵詢要不要把大阪市拆成數個「行政區」，但受到大阪世博會、冠狀肺炎疫情等事件的影響，公投再度以些微之差且略為擴大的差距被否決。

## 優缺點

### 支持
- 可以避免上下兩個（府、市）以「大阪」為名的行政單位的首長意見不同的情形，亦可提升行政的效率。
- 可以解決市、府之間疊床架屋的問題，藉以實現府市一體化與「副首都化」的理想。以作為遷都或設立副首都之最好選項。

### 反對
- 改制初期將耗600億日圓，而精簡行政1年僅節約1億圓，調整府市分工便可解決行政重疊。[7]到2020年推算時，也要400多億日圓。
- 太多議員、公務員導致國庫負擔巨大的現象，也可以用其他方法處理。大阪府早於2011年，已從109席減少至88席次。另外若議會議員太少，則反而會導致議會功能低落。
- 預算分配流失，且變更過程中原有的政策也會隨之改變或消失。
- 大都市機能弱体化，使得大都市功能反而沒有成長

## 各方意見

### 贊成方
- 大阪維新會
- 公明黨

### 反對方
- 自由民主黨大阪府支部：「大阪市將從日本消失。抓緊最後一天的機會阻止這一切的發生！」（2020）

## 其他改革
- 建立特別自治市
- 大都市圈州構想
- 大都市分割構想
- 大阪廣域戰略協議會

## 外部連結
- （日語）
- （日語）